# Martin Gasselsberger
Martin Gasselsberger (* 6. Februar 1980 in Gaspoltshofen) ist ein österreichischer Jazzmusiker (Piano, Komposition). 

## Leben und Werk
Gasselsberger erhielt zunächst klassischen Klavierunterricht; er begann seine Karriere als Jazzmusiker im Alter von 15 Jahren, veröffentlichte mit 22 Jahren sein erstes Album (mg3 „Another Moment“, 2002) und studierte zwischen 1999 und 2007 an der Universität für Musik und Darstellende Kunst in Wien. Im Zentrum seines Schaffens steht das Trio „mg3“, gemeinsam mit Roland Kramer und Gerald Endstrasser.
Seit 2016 besteht eine Zusammenarbeit mit dem Saxophonisten Klaus Dickbauer; 2017 wurde gemeinsam eine Music-Playalong-App „Chordmill“ auf iOS und Android veröffentlicht.
2021 komponierte Gasselsberger das lyrische Cantorium „Ungekanntes Land“ (Text Martin Mucha) für gemischten Chor, Streichquartett und Klavier. Gasselsberger veröffentlicht sein Lehrwerk (u. a. 5 Steps to Music) beim deutschen Verlag DUX sowie bei der Universal Edition (My Song Diary, gemeinsam mit Klaus Dickbauer).
2008 und 2009 wurde Gasselsberger vom Musikmagazin „Concerto“ zum österreichischen Jazzmusiker des Jahres gewählt.

## Diskographie (Auswahl)
- 1997 Turnaround - Have Fun Go Mad
- 2002 Threesome - Live
- 2002 mg3 (Martin Gasselsberger Trio) – Another Moment
- 2005 mg3 (Martin Gasselsberger Trio) – 2nd Move
- 2007 mg3 (Martin Gasselsberger Trio) – Any Place but There
- 2008 “Sir” Oliver Mally / Martin Gasselsberger – So What If
- 2008 Tales
- 2008 Martin Gasselsberger / Hermann Linecker – Devil May Care
- 2010 Petra Linecker / Martin Gasselsberger – Soon
- 2010 mg3 (Martin Gasselsberger Trio) – As It Is
- 2012 Frank Hoffmann & mg3 – Was es ist
- 2013 Franz Froschauer / Martin Gasselsberger – Klangfrieden
- 2013 Son of the Velvet Rat / Martin Gasselsberger Reaper
- 2014 Maxi Blaha / Franzobel / Klaus Dickbauer / Martin Gasselsberger - Adpfent
- 2014 “Sir” Oliver Mally / Martin Gasselsberger – This is the Season
- 2014 Petra Linecker / Martin Gasselsberger – Take (a) Part
- 2016 mg3 (Martin Gasselsberger Trio) feat. Tim Collins – Out & Across
- 2019 Petra Linecker / Martin Gasselsberger – Warm Embrace
- 2019 Frank Hoffmann / Martin Gasselsberger – Schöne Bescherung

DVD
- 2007 Live @ Porgy&Bess